# Gimnàstica als Jocs Olímpics d'estiu de 1908
Als Jocs Olímpics de 1908 celebrats a la ciutat de Londres (Regne Unit) es disputaren dues proves de gimnàstica artística en categoria masculina. La competició es desenvolupà entre els dies 14 i 16 de juliol de 1908.

## Nacions participants
Un total de 327 gimnastes de 14 nacionalitats prenguren part en les proves de gimnàstica.
| - Bèlgica (2) - Bohèmia (2) - Canadà (2) - Dinamarca (24) - Finlàndia (31) - França (60) - Hongria (6) |  | - Imperi Alemany (11) - Imperi Otomà (1) - Itàlia (32) - Noruega (30) - Països Baixos (23) - Regne Unit (65) - Suècia (38) |

## Resum de medalles
| Prova                              | Or | Argent | Bronze |
| Concurs complet individual detalls | Alberto Braglia | Walter Tysall | Louis Ségura |
| Concurs complet per equips detalls | Suècia Gösta Åsbrink · Carl Bertilsson · Hjalmar Cedercrona · Andreas Cervin · Rudolf Degermark · Carl Folcker · Sven Forssman · Erik Granfelt · Carl Hårleman · Nils Hellsten · Gunnar Höjer · Arvid Holmberg · Carl Holmberg · Oswald Holmberg · Hugo Jahnke · John Jarlén · Gustaf Johnsson · Rolf Johnsson · Nils von Kantzow · Sven Landberg · Olle Lanner · Axel Ljung · Osvald Moberg · Carl Martin Norberg · Erik Norberg · Tor Norberg · Axel Norling · Daniel Norling · Gösta Olson · Leonard Peterson · Sven Rosén · Gustaf Rosenquist · Axel Sjöblom · Birger Sörvik · Haakon Sörvik · Karl Johan Svensson · Karl Gustaf Vinqvist · Nils Widforss | NoruegaArthur Amundsen · Carl Albert Andersen · Otto Authén · Hermann Bohne · Trygve Bøyesen · Oskar Bye · Conrad Carlsrud · Sverre Grøner · Harald Halvorsen · Harald Hansen · Petter Hol · Eugen Ingebretsen · Ole Iversen · Per Mathias Jespersen · Sigge Johannessen · Nicolai Kiær · Carl Klæth · Thor Larsen · Rolf Lefdahl · Hans Lem · Anders Moen · Frithjof Olsen · Carl Alfred Pedersen · Paul Pedersen · Sigvard Sivertsen · John Skrataas · Harald Smedvik · Andreas Strand · Olaf Syvertsen · Thomas Thorstensen | Finlàndia Eino Forsström · Otto Granström · Johan Kemp · Iivari Kyykoski · Heikki Lehmusto · John Lindroth · Yrjö Linko · Edvard Linna · Matti Markkanen · Kaarlo Mikkolainen · Veli Nieminen · Kaarlo Kustaa Paasia · Arvi Pohjanpää · Aarne Pohjonen · Eino Railio · Heikki Riipinen · Arno Saarinen · Einar Werner Sahlstein · Aarne Salovaara · Karl Sandelin · Elis Sipilä · Viktor Smeds · Kaarlo Soinio · Kurt Enoch Stenberg · Väinö Tiiri · Karl Magnus Wegelius |

## Medaller
| Posició | País       | Or | Argent | Bronze | Total |
| 1       | Itàlia     | 1  | 0      | 0      | 1     |
| 1       | Suècia     | 1  | 0      | 0      | 1     |
| 3       | Noruega    | 0  | 1      | 0      | 1     |
| 3       | Regne Unit | 0  | 1      | 0      | 1     |
| 5       | Finlàndia  | 0  | 0      | 1      | 1     |
| 5       | França     | 0  | 0      | 1      | 1     |